# 圖皮人
圖皮人（Tupi people）是巴西的原住民族之一。

## 民族分佈、人口與語言

### 地理分布

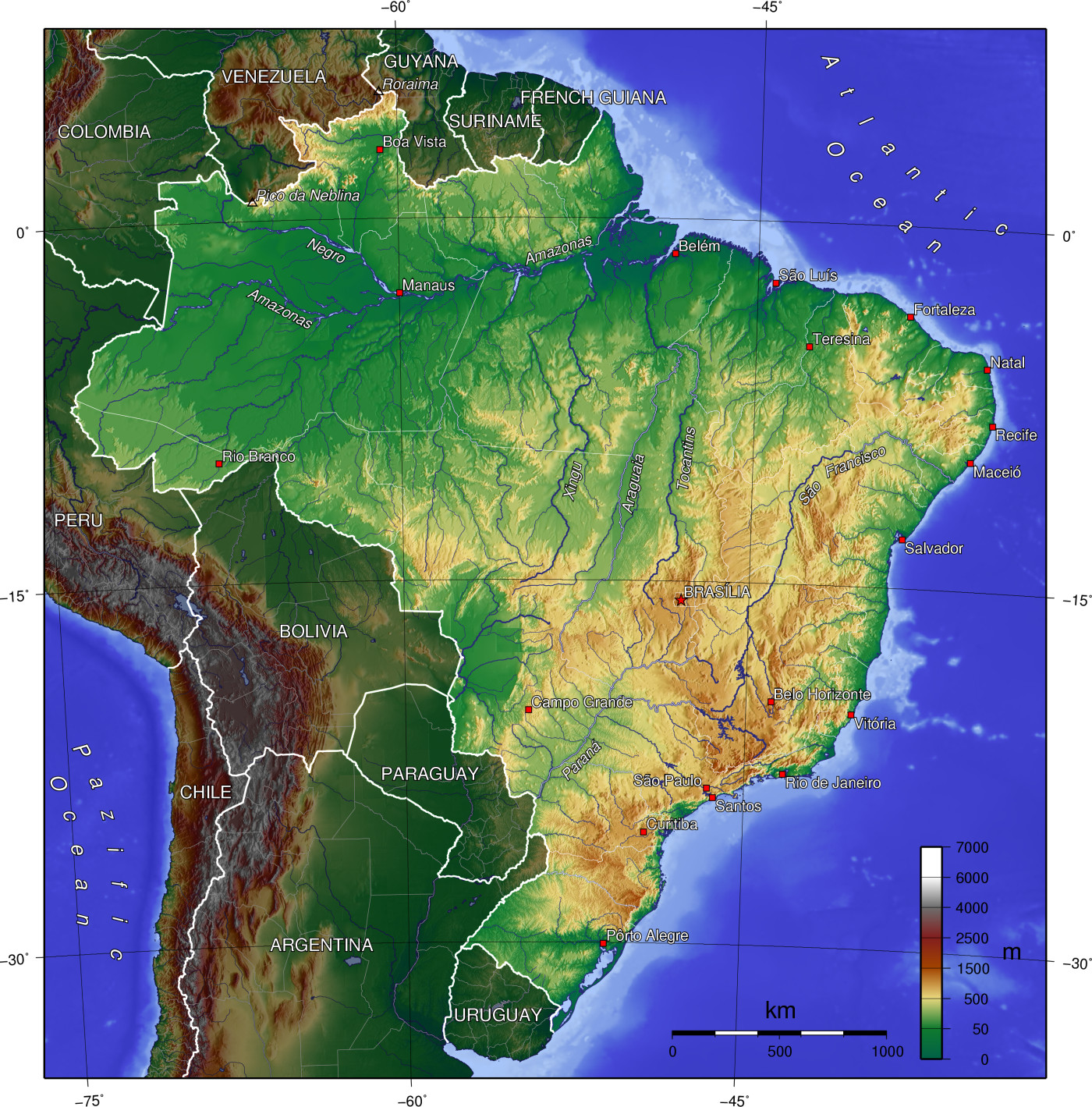
巴西地形

主要分布於大西洋沿岸地區。

### 語言
圖皮人使用圖皮語，屬於圖皮語系。

### 人口
現時人口約有一萬六千人。

## 地理環境
圖皮人的生活環境主要是大西洋沿岸和亞馬遜河口的平原地型，通常把村莊建立附近地勢較高的場所，達到防禦的目的。

## 歷史沿革
學者一般相信圖皮人一開始定居在亞馬遜雨林中，於2900年前逐漸向南佔據大西洋沿岸一帶。十六世紀初，葡萄牙人征服並殖民巴西後，圖皮人為了擺脫奴役，並相信在東部或西部的海洋中存在著一個天堂，在部落的薩滿和先知的帶領下，遷離原本的居住地，像是約有154萬的圖皮人逐漸從巴西的海岸離開，在1549年到達秘魯。大約在1656年時，耶穌會展開了傳教活動，欲使圖皮人基督化，而為了傳教，發明了一種以圖皮-瓜拉尼語為基礎的混合語言。而到了十八世紀中葉後，鮮少得到關於圖皮人的訊息，可以合理假設圖皮人可能歷經了以民族為單位的群體滅絕。

## 社會、家庭與婚姻

### 社會組成
除了來自其他群體的奴隸之外，圖皮人基本上是沒有階級制度的社會，每個人的社會地位由財富、聲望、專業的技術和戰爭中的實力有關。

### 家庭形式
圖皮人是一夫多妻制，這種制度可以表現出男方擁有的財富多寡和在社會中的聲望及地位。男方可以有多位妻子，不過第一任妻子在家庭中擁有和其他妻子相比最高的地位，每位妻子分別會被分散在不同的長屋中，擁有自己的爐灶和自己的耕地，而若一名男子的妻子有來自他地的戰俘，他的妻子可能會是分散在不同村落中的。

### 婚姻制度
圖皮人的婚姻制度基本上是交叉於表親之間，女孩基本上會和母親的兄弟結婚，若母親沒有兄弟則是和親戚關係最近的男性結婚。母親的兄弟會小心的監督他未來新娘的舉止，但若他不想和女方結婚，他需要同意女方嫁給他人。若女孩的丈夫並非母親的兄弟，那女孩必須通過一種婚姻服務的形式，成為岳父的虛擬僕人，在生產活動中幫助岳父(例如:建築、狩獵、釣魚等)，在戰爭中伴隨岳父，並且照顧他的生活起居。這種婚姻制度的初期只是一種形式，目的是為了讓夫妻雙方解決女方在男方家裡未來可能遇到的男方家長的問題。
若夫妻中的男方死亡，女方會和男方的兄弟或親戚結婚，再婚的對象會負責照顧女方。如果一位年輕男子找不到和她結婚的女性，通常會先選一位較年長的女性與他結婚，並在找到一位能夠與他結婚的年輕女性後再和先前的妻子離婚。

## 產業與生活

### 生產方式
圖皮人大部分的生活所需來自於農業，他們的主要作物是五個品種的木薯，其次是玉米、甜玉米、豆類、南瓜、地瓜、花生、胡椒和鳳梨，在和歐洲人接觸後，香蕉、甘蔗和高粱也被他們種植。而生活物資不足的部分會由狩獵來的肉品，採集來的水果、堅果和多種的昆蟲來補足，一年之中有些時期也會透過捕魚來獲得物資，同時也會收集貝類，尤其是牡蠣。

### 工藝
圖皮人的工藝主要有籃子、吊床等編織品、陶器的製作、用大量羽毛製成的裝飾品，和用一種叫做Guara rubra的鳥身上的紅色羽毛製成的斗蓬，項鍊、手鐲、貝殼吊墜和用骨頭或木頭做成的串珠也是常被製作出的工藝品。另外，圖皮戰士會利用在戰場上砍殺的敵人的牙齒製成項鍊，並且加以展示。除此之外，圖皮人共會製作三種不同的船隻，分別為將圓木挖空製成的獨木舟、樹皮獨木舟以及木筏。

### 貿易
有關圖皮人貿易的資料相當稀少。在部落間的貿易中，熱門的商品有羽毛、鹽、黑和白的項鍊以及用來當作唇飾的綠色石頭。在和歐洲人接觸後，像是高粱等本地作物有被用來和歐洲人交易衣物、鐮刀、刀子等物品，不過主要用來和歐洲人交易的物品是巴西木。

## 信仰與習俗

### 傳統信仰
圖皮人的傳統信仰將世界視為一個充滿超自然存在的空間，而當中的超自然存在被分為兩個群體，擁有個性的靈魂以及鬼魂。擁有個性的靈魂通常是壞心腸的，有時可以視為惡魔；鬼魂則是比起靈魂在圖皮人的傳統信仰中更加普遍的存在，而且具有非人性的特質。這些存在可以在各處遇見，尤其在森林、黑暗的地方或是墳墓附近更容易遇見。在他們的傳統信仰中，鬼魂被當成造成疾病、旱災以及戰爭失利的原因，有些動物像是黑色的鳥、蝙蝠以及蠑螈被當成鬼魂形態轉換的產物，鬼魂在黑暗中是非常麻煩、難以對付的，但可以藉由在長屋中不間斷燃燒的火光驅逐鬼魂。而在靈魂(惡魔)之中，Tupan被視為最重要的存在，他是代表打雷、閃電和雨的靈魂，可以概略當成在圖皮人的傳統信仰中地位最高的靈魂。

### 接觸基督宗教
在和歐洲人接觸後，雖然圖皮人的信仰變成了基督宗教，但Tupan等代表好的事物的靈魂被傳教士化為基督宗教的神祇，傳統信仰中的靈魂可以說仍在圖皮人的信仰中存在；相反的，在圖皮人的傳統信仰中一個代表不好事物，叫做Yurupari的靈魂，則被傳教士化為惡魔。不過除了這些少部分的靈魂或鬼魂以外，大部分的靈魂和鬼魂在從前的文獻中幾乎沒有被提及，像是Kurupirá等靈魂幾乎在文獻中消失了。

### 薩滿
薩滿在圖皮人的傳統信仰中是被重視的一群人，他們擁有相當的聲望，也受到酋長的尊重。在圖皮人的薩滿中，薩滿的能力似乎是沒有分等級的，但只有展現出不尋常能力的人們會被視為真正的薩滿，或是叫做KARAÏ或PAYWASU的醫療人。薩滿的工作有祈雨者、占卜者和巫師，而最重要的工作是治療者，薩滿的聲望和他們預知的準確性和治療傷病的成功率有很大的關係。薩滿一般是男人，但女性也有機會擔任薩滿，尤其是具有預知能力和醫療能力的人，而據信薩滿擁有加強菸草燃燒時冒出的煙的魔法力量。一般來說，薩滿在部落中擁有一定的政治地位，但有時候薩滿的政治地位不僅存在於自身的部落之中，甚至昇華到地區性的政治地位。

### 習俗
有一些非確定的消息顯示圖皮男孩在四到五歲間會有嘴唇穿孔的相關儀式活動，還有一些女性經過青春期的儀式活動，這些儀式活動建立在傳統信仰中的超自然存在上。

## 文學與藝術

### 文學
較沒有發展文學方面的成就。

### 藝術
主要的藝術表達形式由人體彩繪或繪畫設計呈現。在重要的場合中，不論男人女人都會用植物汁液製成的黑色和或紅色的顏料塗抹在身上裝飾，而製成圖案的工作是由專門的藝術家負責，藝術家一般是女性，而藍色和黃色的顏料較少見，偶而會和黑色、紅色的顏料組合起來，用在臉部的彩繪上。繪畫設計多表現在陶器的裝飾上，圖皮人經常在陶器上以白色為底，並用紅色和黑色的線狀圖案做為裝飾，這些圖案和他們在人體上畫的圖案的設計相似，在設計完成後，人們會用樹脂替陶器製成釉面。

## 現況
圖皮人現存三個部落，分別是Potiguara、Tupinambá de Olivença和Tupiniquim ，其餘部落已經滅絕，但圖皮人的血統普遍存在於現今的巴西人之中。

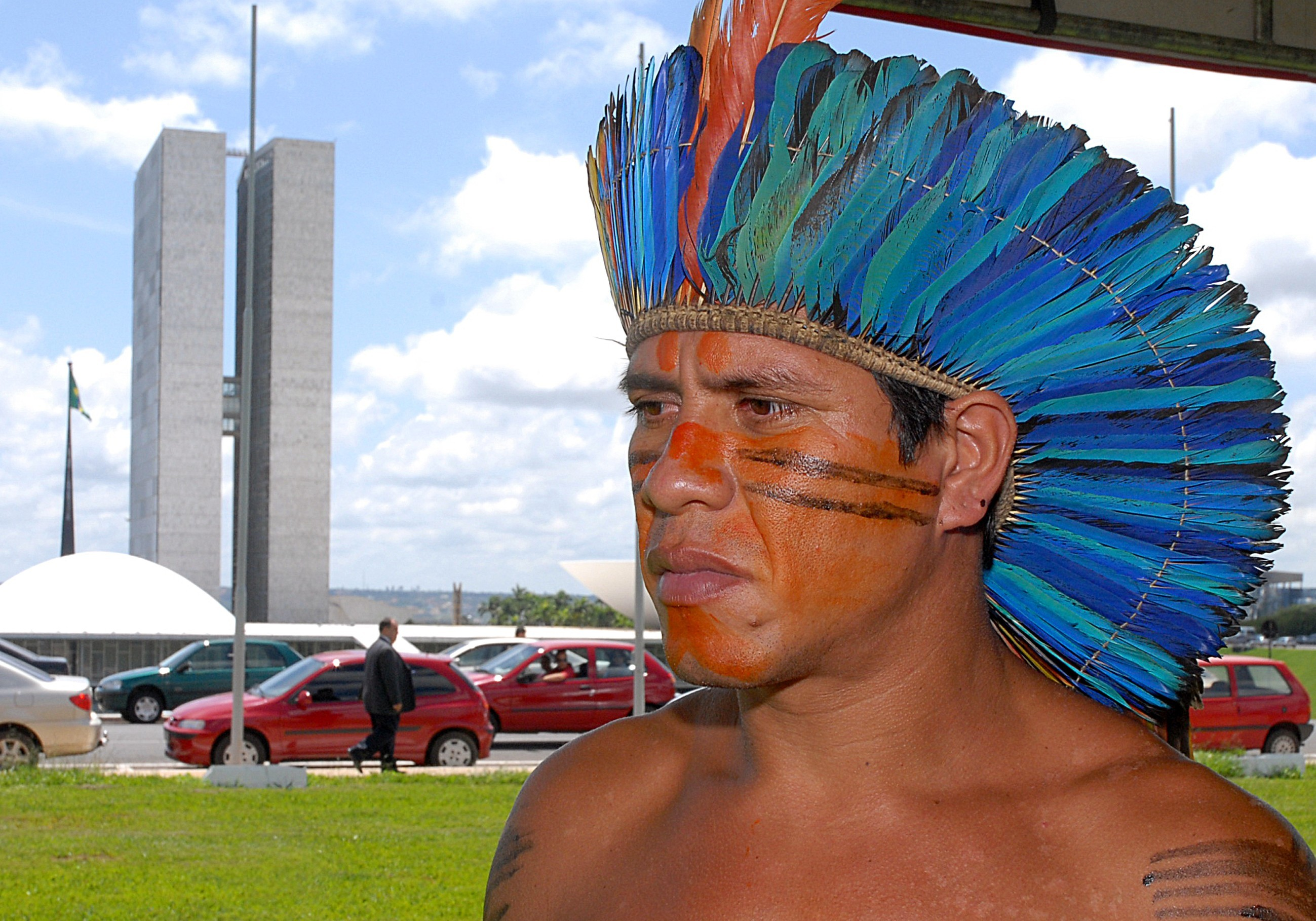
巴西利亚的Tupiniquim酋长，2007年